# Beugelbekkie
Beugelbekkie (Engels: Braceface) is een Canadese televisieserie van Nelvana. De drie seizoenen van de serie werden in Canada voor het eerst uitgezonden tussen 2001 en 2004. De hoofdpersoon is het blonde pubermeisje Sharon Spitz. Haar beugel is door een ongelukje bij de orthodontist magnetisch geworden, waardoor ze in lastige situaties terechtkomt maar soms ook geholpen wordt.
De serie werd in Nederland uitgezonden door Fox Kids vanaf 1 december 2001 en werd later herhaald door Jetix en Disney Channel. In Vlaanderen verscheen de reeks vanaf september 2002 op VT4 en werd herhaald door Ketnet van 28 juni 2008 tot en met 25 maart 2018. Sinds 30 april 2021 zijn alle afleveringen te bekijken via streamingdienst Videoland.
In de Engelstalige versie wordt de stem van Sharon ingesproken door de Amerikaanse actrice Alicia Silverstone, in de Nederlandse nasynchronisatie door Angela Schijf. De Nederlandse nasynchronisatie werd verzorgd door Wim Pel Productions BV.

## Rolverdeling
| Personage       | Stem Nederlandse versie                                         | Stem Amerikaanse versie |
| --------------- | --------------------------------------------------------------- | ----------------------- |
| Sharon Spitz    | Angela Schijf                                                   | Alicia Silverstone      |
| Cornel Meesters | achtereenvolgens Lex Passchier, Dieter Jansen en Thijs van Aken | Peter Oldring           |
| Maria Wong      | Lottie Hellingman                                               | Marnie McPhail          |
| Nina Hamburg    | Anneke Beukman                                                  | Katie Griffin           |
| Aron Drost      | Miguel Heilbron                                                 | Vince Corazza           |
| Roy Ligthart    | Henk Dikmoet                                                    | Daniel DeSanto          |
| Joost Spitz     | Marjolein Algera                                                | Michael Cera            |
| Adam Spitz      | Ajolt Elsakkers                                                 | Dan Petronijevic        |
| Hellen Spitz    | Sanderien van Rooij                                             | Tamara Bernier          |
| Alice Voorveld  | Kiki Koster                                                     | Emily Hampshire         |
| Dion Drost      | Hein van Beem                                                   | Raoul Bhaneja           |
| David           | Patrick van Balen                                               |                         |
| Marlo           | Jann Cnossen                                                    |                         |